# Xavier Estrada Fernández
Xavier Estrada Fernández   (Lleida, 27 de gener de 1976) és un polític català que va ser àrbitre de futbol de la Primera divisió espanyola de futbol fins al 2021 i després àrbitre assistent de vídeo durant dues temporades.

## Trajectòria
Va començar en l'arbitratge la temporada 1996/97. A Segona divisió hi va romandre 3 temporades des de la 2006/07 a la 2008/09, i hi va arbitrar 66 partits.
Va aconseguir l'ascens a la primera divisió conjuntament amb el col·legiat castellanolleonès José Luis González González. Es va convertir en el segon lleidatà en dirigir partits en la màxima categoria del futbol espanyol, després d'Andreu Molina Segòvia els anys 1970. Va debutar a la Primera divisió el 30 d'agost de 2009 en el partit del Reial Club Deportiu Mallorca contra el Xerez Club Deportivo (2-0). Va ser l'àrbitre del partit inaugural de l'Estadi Cornellà- el Prat entre el Reial Club Deportiu Espanyol de Barcelona i el Liverpool Football Club (3-0) el 2 d'agost de 2009.
Després del seu ascens a Primera divisió va debutar com a quart àrbitre en el partit de segona fase prèvia de Lliga de Campions que va arbitrar Eduardo Iturralde González entre el FC Xakhtar Donetsk i el FC Politehnica Timişoara (2-2). Des de gener de 2013 va ser àrbitre internacional.

## Obra publicada
- La verdad del caso Negreira. Mi lucha contra la corrupción arbitral (en castellà).  La Esfera de los Libros, 2024. ISBN 978-8413847894.[6]